# H. H. Holmes
Pour les articles homonymes, voir Holmes.
 (février 2023).
Si vous disposez d'ouvrages ou d'articles de référence ou si vous connaissez des sites web de qualité traitant du thème abordé ici, merci de compléter l'article en donnant les références utiles à sa vérifiabilité et en les liant à la section « Notes et références ».
Herman Webster Mudgett ou  H. H. Holmes (16 mai 1860 - 7 mai 1896), plus connu sous le pseudonyme de Docteur Henry Howard Holmes, est un tueur en série américain. Il est souvent considéré comme le premier tueur en série américain.
Pendant les années 1890, Holmes assassine quelques personnes de son entourage et potentiellement quelques clients des appartements de son « château » à Chicago (ouvert en 1892). Après sa condamnation, il avoue 27 meurtres (réfutés par la suite) et, bien que seuls neuf aient probablement été commis, des théories persistent à lui en attribuer plus de deux cents.
L'affaire, célèbre en son temps, touche un très large public grâce à une série d'articles du journal de William Randolph Hearst. L'intérêt pour les crimes de Holmes est ravivé en 2003 par le best-seller The Devil in the White City, qui juxtapose les évènements de l'Exposition universelle de 1893 avec l'histoire de Holmes. En 2004, le cinéaste John Borowski réalise le premier documentaire, centré sur la vie entière de « Docteur Torture » (son surnom), intitulé H. H. Holmes: America's First Serial Killer, et un livre, The Strange Case of Dr H.H. Holmes, qui contient Holmes' Own Story (« La propre histoire de Holmes ») et The Holmes-Pitezel Case (« l'affaire Holmes-Pitezel »), ainsi que d'autres histoires et contemporaines de l'affaire. Mudgett a fait l'objet d'une biographie de Harold Schechter, intitulée Pervers : L'histoire vraie définitive de H.H. Holmes, dont les crimes grotesques ont bouleversé le tournant du siècle de Chicago.

## Biographie

### Jeunesse et vie privée
Mudgett est né à Gilmanton dans l’État du New Hampshire. Cadet de quatre enfants, ses parents, Levi Horton Mudgett et Theodate Page Price, étaient tous deux descendants des premiers pionniers de cette région. D’après le profil Most Evil de Holmes de 2007, son père était un alcoolique violent et sa mère une fervente méthodiste qui lisait la Bible à son fils Herman. Il prétend que, pendant son enfance, des camarades de classe l’ont forcé à voir et toucher un squelette humain chez un docteur local. Les enfants l’amenèrent là initialement pour lui faire peur, mais Mudgett fut plutôt fasciné, et décida de faire des études de médecine.
Mudgett obtient un diplôme d'assistant pharmacien et fabrique par la suite un faux diplôme du département de médecine de l’université du Michigan, en 1884, pour pouvoir exercer en tant que médecin. Alors qu’il y étudie, Mudgett vole des corps du laboratoire et les défigure, pour ensuite prétendre que les gens ont été tués accidentellement, ceci dans le but d’obtenir de l’argent des assurances sur des polices qu’il avait souscrites sur chacune des personnes décédées. Après son diplôme, il déménage à Chicago afin de poursuivre une carrière en pharmaceutique. Dès sa jeunesse, il prend le nom de H. H. Holmes. C’est d’ailleurs sous ce nom qu’il étudie et s’engage également dans plusieurs compagnies nébuleuses, dans l’immobilier et des affaires promotionnelles.
Le 4 juillet 1878, Holmes épouse Clara Lovering à Alton dans le New Hampshire ; leur fils, Robert Lovering Mudgett, voit le jour le 3 février 1880 à Loudon dans le New Hampshire. À l'âge adulte, Robert devient expert-comptable et est le gérant municipal d'Orlando en Floride.
Le 28 janvier 1887, alors qu'il est encore marié à Clara, Holmes épouse Myrta Belknap à Minneapolis, au Minnesota ; les nouveaux mariés ont une fille, Lucy Theodate Holmes, qui voit le jour le 4 juillet 1889 à Englewood, un quartier de Chicago. Elle devient par la suite enseignante.
Holmes vit avec Myrta et Lucy à Wilmette, dans l’Illinois, et passe la majorité de son temps à Chicago pour son travail. Il fait une demande pour obtenir le divorce de Clara après s’être marié avec Myrta, mais le divorce n'est finalisé qu’en 1891, soit plus de quatre ans après son deuxième mariage. Le 9 janvier 1894, il épouse Georgiana Yoke à Denver, au Colorado, alors qu’il est encore marié à Myrta. Il entretient également une relation avec Julia Smythe, la femme d’un de ses anciens employés ; Julia devient plus tard une des victimes de Holmes. Polygame, et continuant ses escroqueries contre les compagnies d'assurance, il posséda jusqu'à sept identités différentes.

### Chicago et le «Château des meurtres»

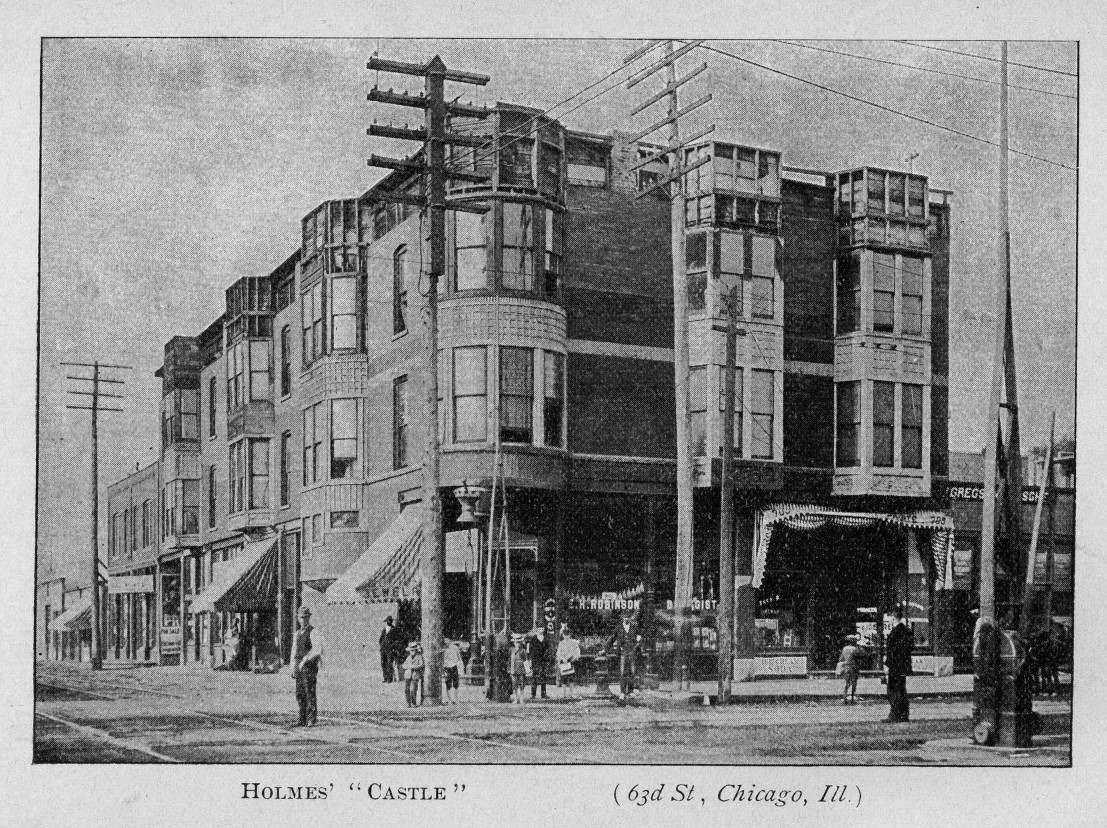
Le « château ».

Alors qu’il est à Chicago lors de l’été 1886, Holmes passe devant la pharmacie du Dr E.S. Holton, au coin des rues S. Wallace et W. 63rd, dans le quartier d’Englewood. Holton étant atteint d'un cancer, c’est alors sa femme qui s’occupe du commerce.
De plus en plus occupée, la femme du Dr Holton engage Holmes comme assistant. Après quelques mois à peine, Holmes apparaît comme le parfait assistant et plaît énormément à Mme Holton, dont le commerce ne cesse de s’élargir et qui en fait son gérant. En 1887, après la mort de son mari, Mme Holton vend le commerce à Holmes. Lorsque Mme Holton engage un avocat pour poursuivre Holmes qui ne paye pas ses traites, elle disparaît mystérieusement. Alors que les gens s'interrogent sur le retour éventuel de l’ancienne propriétaire, Holmes ne fait que mentionner que cette dernière est partie en Californie et qu’elle n’a laissé aucune adresse ou numéro de téléphone.
Par la suite, Holmes achète un terrain en face de la pharmacie, où il construit un édifice de trois étages que les gens du voisinage qualifieront de « château ». Le rez-de-chaussée comprend la pharmacie relocalisée de Holmes et une série de magasins tandis que le premier étage contient des appartements. En 1892, un deuxième étage est construit afin d'y installer des chambres d'hôte, mais le projet ne sera pas fini à temps et ne verra jamais le jour. Holmes prétendra ouvrir cet édifice comme hôtel pour l’Exposition universelle de 1893, avec une partie de la structure utilisée à des fins commerciales. En réalité, aucune chambre n'a jamais été fonctionnelle et Holmes se contentera de cette couverture pour commettre des fraudes à l'assurance et faire fonctionner ses autres commerces.
Lors de l'arrestation de Holmes et de l'inspection du « château », la presse jaune va déformer les propos de la police en inventant de toutes pièces une histoire pour vendre plus de journaux. Il se crée alors la légende que l'on connait aujourd'hui : Holmes aurait fait construire un hôtel géant rempli de pièges par des architectes différents pour brouiller les pistes afin de tuer des femmes lors de l'exposition universelle.
Tout cela est un mensonge : aucun plan d'époque ne prouve l'existence de ces pièges ; le réseau est tellement important qu'il est impossible de le faire tenir dans un bâtiment de cette taille ; enfin, l'ensemble aurait coûté tellement cher que jamais Holmes n'aurait pu le faire réaliser.

### Capture et arrestation
En janvier 1894, sous le nom d’Henry Howard, il épouse à Denver Georgiana Yoke dans le but de s’approprier sa fortune. Sa maîtresse et complice, Minnie Williams, est témoin au mariage. La lune de miel se passe au Texas où Holmes achète des wagons de chevaux avec de faux documents. De retour à Chicago, il tue sa complice Minnie Williams. Pour le vol de chevaux, il est arrêté à Saint-Louis en juillet 1894, sous le nom d’Howard. Sa femme paye sa caution. Il est libre, mais sans argent. À Philadelphie, il monte une nouvelle escroquerie à l’assurance avec un ancien complice, Benjamin Pitezel. Il fait croire à ce dernier, après lui avoir fait souscrire une forte assurance sur la vie, qu’il va simuler sa mort dans l’explosion de son bureau, un cadavre anonyme défiguré devant le remplacer. En fait, c’est bien Benjamin Pitezel qui est victime de l’incendie. Holmes, en tant que client vient identifier le corps en compagnie d’Alice, l’aînée des enfants Pitezel. Cette dernière reconnaît formellement le visage calciné de son père. C’est parfait pour toucher l’assurance, mais elle devient une menace pour Holmes, car Carrie, la femme de Pitezel, est dans la combine et croit toujours son mari vivant. Pour éviter une rencontre entre la fille et la mère, Holmes envoie la femme de Pitezel à New York où il dit que son mari se cache. De son côté, il part avec trois des enfants Pitezel : Alice, 14 ans, Nellie, 11 ans, et Howard, 8 ans. Il tue le petit Howard à Indianapolis et les adolescentes à Toronto.
Holmes est dénoncé par Marion Hedgepeth, un compagnon de cellule qui n'a pas touché sa part dans l’élaboration du plan, et révèle à la police son vrai nom, ainsi que la teneur de l’escroquerie à l’assurance. Après avoir été traqué depuis Philadelphie par la Pinkerton National Detective Agency, Holmes est arrêté le 17 novembre 1894 à Boston.
On lui laisse le choix d’être jugé au Texas pour vol de chevaux, où il risque la pendaison, ou à Philadelphie pour escroquerie à l’assurance. Holmes choisit la deuxième option et plaide coupable. Dans l’attente du procès, le détective Geyer refait, pendant huit mois, le long parcours de Holmes avec les trois enfants Pitezel. Il visite plus de neuf cents maisons où Holmes aurait pu séjourner et retrouve d’abord les cadavres nus d’Alice et Nellie enterrés dans une cave à Toronto, puis les restes calcinés du petit Howard, préalablement découpé en morceaux, à Indianapolis. Holmes est finalement inculpé pour le meurtre de Pitezel et de ses trois enfants. Ce sont les seules accusations retenues, qui suffiront cependant à le faire condamner à mort.
De son côté, la cour de Chicago se bat pour pouvoir juger Holmes et ses crimes dans la ville. Elle n’obtient pas gain de cause.
Après la découverte des corps d'Alice et de Nellie, en juillet 1895, la police de Chicago et les journalistes locaux commencèrent à enquêter sur le bâtiment de Holmes à Englewood, désormais appelé localement « le château ». Bien que de nombreuses déclarations sensationnelles aient été faites, aucune preuve permettant de condamner Holmes à Chicago n'a été trouvée. Selon l'écrivain Adam Selzer qui a publié en 2017 une biographie sur le sujet, les récits concernant des équipements de torture trouvés dans le bâtiment sont des fictions du XXe siècle.
Le 19 août 1895, un incendie d'origine inconnue ravage le bâtiment. Actuellement, le site est occupé par l'United States Postal Service.
Le nombre des victimes de Holmes est estimé entre quatre et deux cents, l'incertitude étant due à la presse jaune qui a répandu des mensonges concernant le « château » en le transformant en véritable maison des horreurs pour vendre des articles, ainsi qu'au roman Gem of the Prairie de Herbert Asbury publié en 1940. Dans ce dernier, il est fait mention de certaines personnes théorisant qu'il ait pu y avoir jusqu'à deux cents victimes.
Mis à part ces nombres très exagérés, le véritable nombre reste flou. S'il est absolument certain que Holmes a tué quatre personnes, il est extrêmement probable qu'il ait fait au moins neuf victimes.
Les quatre victimes avérées sont Benjamin Pitezel et ses enfants Alice, Nellie et Howard.
Les autres meurtres, très probablement commis par Holmes mais sans preuves suffisantes, sont :
- Julia Smythe, ex-femme d'un employé de Holmes et maîtresse de ce dernier. Holmes prétendit l'avoir tué en tentant un avortement. Sa jeune fille Pearl Conner fut très probablement une autre victime pour éviter à Holmes des complications.
- Emeline Cigrand, tuée par Holmes dans des conditions similaires à celles de Julia Conner.
- Minnie Williams et sa sœur Nannie, tuées dans des conditions plus floues cette fois-ci. Le meurtre de Nannie est attribué à Minnie par Holmes.

Quelques rares histoires de clients des appartements ayant disparu sont de potentielles pistes pour des meurtres supplémentaires mais il est très probable que si certaines sont vraies, le nombre total de meurtres avoisine la quinzaine.

### Procès et exécution
Après sa condamnation, Holmes avoue 27 meurtres à Chicago, Indianapolis et Toronto, ainsi que six tentatives de meurtre. Il est vérifié par la suite que la majorité des personnes mentionnées par Holmes étaient alors soit vivantes, soit décédées de causes naturelles à des centaines de kilomètres. Il est payé 7 500 dollars de l'époque (environ 200 000 dollars d'aujourd'hui) par les journaux de Hearst en échange de sa confession. Il donne alors divers récits contradictoires sur sa vie, affirmant d'abord être innocent, puis qu'il était possédé par Satan. La facilité avec laquelle le meurtrier s'adonne au mensonge met en difficulté les chercheurs pour déterminer la fiabilité de ses déclarations.
Le 7 mai 1896, Holmes est pendu à la prison de Moyamensing. Au moment d'être pendu, il ne montre aucun signe de peur, d'anxiété ou de dépression. Lors de la pendaison, son cou ne se fracture pas. Le condamné met ainsi plus de quinze minutes à mourir, et est déclaré mort vingt minutes après avoir été pendu,.
La dernière volonté de Holmes est que son corps soit coulé dans le béton pour que personne ne puisse venir le mutiler comme il l'avait fait avec ses victimes. La demande a été accordée. Il est exhumé par ses descendants le 18 juillet 2017 pour identification.
En 2011, Jeff Mudgett, l'arrière petit-fils d'Holmes, écrit le livre Bloodstains, affirmant s'inspirer de journaux intimes transmis de génération en génération dans la famille. Dans cet ouvrage, il prétend qu'H. H. Holmes serait également Jack l'Éventreur.
En définitive, Holmes est une légende construite avec le temps. L'homme derrière l'histoire était bien un meurtrier, mais avant tout un escroc prêt à tout pour arriver à ses fins.

## Dans la culture populaire

### Romans
- Robert Bloch, Psychose (titre original : Psycho, 1959, plusieurs éditions françaises à partir de 1960) : roman fortement inspiré par l'affaire H. H. Holmes.
- Robert Bloch, Le Boucher de Chicago (titre original : American Gothic), 1976, roman de la collection « Série noire » Gallimard.
- Philip K. Dick : L'Invasion divine, 1980, J'ai Lu : comporte des allusions à H. H. Holmes.
- Caleb Carr : L'Aliéniste, 1995, Presses de la Cité.[Quoi ?]
- Erik Larson : Le Diable dans la ville blanche, 2003.
- Gauthier Wendling : Escape Book : Hôtel mortel, 2019, 404 Editions, livre-jeu qui se déroule dans l'hôtel de H.H. Holmes et dans lequel le lecteur est amené à incarner aussi bien la victime que le tueur.

### Bandes dessinées
- (en) Rick Geary, The Beast of Chicago — Treasury of Victorian Murder, 1987, réédition 2008, NBM Publishing, bande dessinée inédite en français qui relate les meurtres de Holmes.
- Henri Fabuel et Fabrice Le Hénanff, H. H. Holmes, tome 1 : Engelwood (2006) et tome 2 : White city (2010), Glénat.

### Films et séries
- Nancy Drew (saison 2, épisode 7 : La Légende de l'hôtel hanté) : le propriétaire de l'hôtel se nomme Holmes.
- Psychose (Hitchcock), adapté du roman de Robert Bloch lui-même fortement inspiré par l'affaire H. H. Holmes, 1960.
- Supernatural (saison 2, épisode 6 : Sans issue)[Quoi ?] L'antagoniste principal de cet épisode est le fantôme d'H. H. Holmes.
- American Horror Story (saison 5 : Hotel). Le personnage de James Patrick March, joué par Evan Peters, est inspiré d'H. H. Holmes, 2015.
- Sherlock (saison 4, épisode 2 : Le Détective affabulant) avec Benedict Cumberbatch et Martin Freeman, 2017 où le personnage de Culverton Smith se compare à H.H Holmes.[Quoi ?]
- Holmes est l'un des principaux protagonistes de l'épisode 11 de la saison 1 : Le Manoir de l'horreur (2017), de la série télévisée Timeless
- En projet : Le Diable dans la ville blanche (The Devil in the White City), série produite par Martin Scorsese et Leonardo DiCaprio, adaptation du livre homonyme d'Erik Larson[21].

### Jeux vidéo
- Dans le jeu mobile Dress Up! Time Princess, H. H. Holmes est l'un des personnages principaux de l'histoire Avez-vous vu Claudia ?.
- Dans le jeu vidéo The Dark Pictures Anthology: The Devil in Me (2022), une équipe de documentaristes reçoit une mystérieuse invitation pour visiter une réplique du « Château des meurtres » de H. H. Holmes.

### Parc d'attractions
- Dans le parc Movieland Studios du complexe CanevaWorld Resort, à Lazise en Italie, il existe une attraction basée sur l'hôtel de Holmes, The Horror House Presents: Holmes Hotel. C'est un parcours horrifique racontant l'histoire du tueur en série.

### Documentaires radiophoniques et télévisés
- Émission radiophonique Murder Castle d'Arch Oboler[22].
- Émission radiophonique L'Heure du crime, animée par Jacques Pradel sur RTL, épisode du 2 mars 2012.
- H. H. Holmes: America's First Serial Killer, 2004, documentaire de John Borowski[23].
- Émission radiophonique Les Récits extraordinaires de Pierre Bellemare sur Europe 1[24].